# シャトーラン
シャトーラン （フランス語:Châteaulin、ブルトン語:Kastellin）は、フランス、ブルターニュ地域圏、フィニステール県のコミューン。

## 地理
シャトーランはフィニステール県の中央に位置する。オーヌ川（fr:Aulne (fleuve)）を船舶航行可能にしたナント＝ブレスト運河が市街を流れる。南のカンペール、北のブレストの間にある。西は、メネゾム山（fr:Ménez-Hom）が、クロゾンの島々やドゥアルヌネ湾からシャトーランを隔てている。

## 歴史

### シャトーランのサケ漁
オーヌ川の現在の郵便局に相当する辺りには大規模なサケ漁場があり、年4000尾の漁獲があった。この漁場は11世紀の終わりに、ブルターニュ公アラン4世からランデヴェネック修道院（fr:l’abbaye de Landévennec）へ寄進された。17世紀、サケは水車とともにフランス王に属していたが、債務解消のため4500リーヴルで払い下げられている。
サケはシャトーランの紋章にも表され、シャトーラン住民はペン＝エオグ（Pen-Eog、サケ頭）というブルトン語のあだ名をつけられた。
漁場は運河掘削が行われた1816年に破壊された。

### 騎士団
ケルジャンの施設付き司祭職は、1130年にブルターニュへやってきたテンプル騎士団によって設置された。司祭はカンペールの騎士修道会に所属し、カンペールの者はさらにフイエの騎士修道会に所属していた。施設付き司祭職は、慈善の家、サン＝ジャン礼拝堂、その他一部資産から成っていた。巡礼者の受け入れが主な任務であり、貧者と病人にも門戸を開いていた。これが後のケルジャン村の起源となった。
眼病回復に利益があるとして洗礼者ヨハネ（サン＝ジャン）の加護を謳ったことにより、礼拝堂は重要な巡礼の地となった。洗礼者ヨハネの祭日には、ディネオーとサン＝クーリ小教区の者が教区の旗を先頭にケルジャンを訪れ、パルドン祭りに参加した。礼拝堂はゴシック様式で交差廊とアプスを持ち、緑色の石が敷かれていた。付属の鐘楼には鐘が一つあるきりだった。17世紀半ばには礼拝堂は老朽化し放棄された状態にあった。これはそれまでの一世紀以上の間、マルタ騎士団の財力では施設保持がままならなかったためである。施設付き司祭職とその資産はシャトーランの終身助任司祭の所属となり、資産はシャトーランの司祭に預託された。1637年、ケルジャンの礼拝堂付き司祭は、司祭館を建設した。
フランス革命時代、礼拝堂は火薬庫に使われ、後に国有財として売却された。1836年、礼拝堂は火事で焼き尽くされた。焼け跡に残った石は、ペナラン村で住宅を建てるのに使われた。1850年代には司祭館は雑草に侵食された四方の壁を残すのみとなった。
1840年、シャトーランは近接するコミューン、ポール＝ロネ（fr:Port-Launay）の新設で領域を割譲した。
1864年、ナント、カンペール、ランデルノーを通過する鉄道路線がシャトーランへ敷かれた。この時期に高架橋と駅が建設された。

## 人口統計
| 1962年 | 1968年 | 1975年 | 1982年 | 1990年 | 1999年 | 2006年 | 2010年 |
| ------ | ------ | ------ | ------ | ------ | ------ | ------ | ------ |
| 4096   | 4370   | 4711   | 5357   | 4965   | 5157   | 5337   | 5213   |

参照元:1999年までEHESS、2000年以降INSEE

## 史跡
- ノートルダム礼拝堂
- サンティデュヌ教会

## 言語
2007年の新学期、1.1%の児童がブルトン語との二言語学校に在籍した。

## 姉妹都市
- クロナキルティ（en:Clonakilty）、アイルランド
- グリムメン（de:Grimmen）、ドイツ

## 関連人物
- ジャン・ムーラン